# Моисеевка (Иркутская область)
Моисе́евка — село в Заларинском районе Иркутской области России. Административный центр Моисеевского муниципального образования.

## География
Село находится на расстоянии примерно 33 км к западу от рабочего посёлка Залари, административного центра района.

## Население
| 2002 | 2010 | 2011 | 2012 |
| ---- | ---- | ---- | ---- |
| 829  | ↘624 | ↘623 | ↘615 |

### Половой состав
По данным Всероссийской переписи, в 2010 году в селе проживали 624 человека (294 мужчины и 330 женщин).